# Алтинсаринський район
Алтинса́ринський район (каз. Алтынсарин ауданы, рос. Алтынсаринский район) — адміністративна одиниця у складі Костанайської області Казахстану. Адміністративний центр — село Убаганське.

## Населення
Населення — 12625 осіб (2021; 15688 у 2009, 20367 у 1999, 24222 у 1989).
Національний склад (станом на 2010 рік):
- росіяни — 5485 осіб (36,23 %)
- казахи — 5120 осіб (33,82 %)
- українці — 2427 осіб (16,03 %)
- німці — 956 осіб
- білоруси — 309 осіб
- татари — 188 осіб
- азербайджанці — 96 осіб
- молдовани — 92 особи
- башкири — 71 особа
- поляки — 55 осіб
- мордва — 41 особа
- удмурти — 41 особа
- чуваші — 39 осіб
- інгуші — 31 особа
- чеченці — 30 осіб
- вірмени — 6 осіб
- корейці — 2 особи
- інші — 152 особи

## Історія
Район був утворений 29 грудня 1935 року як Убаганський у складі Актюбінської області. 1936 року переданий до складу Кустанайської області. 2 січня 1963 року район був ліквідований, але відновлений у жовтні 1985 року. 5 липня 1991 року район отримав сучасну назву.

## Склад
До складу району входять 1 сільська адміністрація та 8 сільських округів:
| Поселення                                 | Площа, км² | Населення, осіб (1989) | Населення, осіб (1999) | Населення, осіб (2009) | Населення, осіб (2021) | Центр                | К-ть нп |
| ----------------------------------------- | ---------- | ---------------------- | ---------------------- | ---------------------- | ---------------------- | -------------------- | ------- |
| Новоалексієвська сільська адміністрація   | -          | 2362                   | 1906                   | 1079                   | 655                    | Новоалексієвка       | 1       |
| Великочураковський сільський округ        | -          | 5319                   | 3828                   | 2678                   | 1954                   | Велика Чураковка     | 5       |
| Димитровський сільський округ             | -          | 1434                   | 1312                   | 1013                   | 723                    | Танабаєвське         | 2       |
| імені Ільяса Омарова сільський округ      | -          | 4055                   | 3116                   | 2515                   | 1446                   | імені Ільяса Омарова | 4       |
| імені Маріям Хакімжанової сільський округ | -          | 3180                   | 3068                   | 2426                   | 2329                   | Щербаково            | 4       |
| імені Омара Шипіна сільський округ        | -          | 1781                   | 1174                   | 776                    | 609                    | Первомайське         | 2       |
| Краснокордонський сільський округ         | -          | 972                    | 1049                   | 976                    | 848                    | Красний Кордон       | 1       |
| Свердловський сільський округ             | -          | 1516                   | 1216                   | 1020                   | 880                    | Свердловка           | 1       |
| Убаганський сільський округ               | -          | 3603                   | 3698                   | 3205                   | 3179                   | Убаганське           | 5       |

- 19 липня 2012 року Лермонтовський сільський округ перейменовано в сільський округ імені Ільяса Омарова[4].
- 5 квітня 2013 року ліквідовано Сілантьєвський сільський округ, територію включено до складу Убаганського сільського округу[5].
- 2 березня 2018 року Щербаковський сільський округ перейменовано в сільський округ імені Маріям Хакімжанової, Маяковський сільський округ перейменовано в сільський округ імені Омара Шипіна[4].
- 11 січня 2019 року Новоалексієвський сільський округ перетворено в Новоалексієвську сільську адміністрацію[6].
- 18 грудня 2019 року Докучаєвський сільський округ розділений на Докучаєвську сільську адміністрацію та Шокайську сільську адміністрацію; ліквідовано Докучаєвську сільську адміністрацію та Шокайську сільську адміністрацію, території увійшли до складу сільського округу імені Ільяса Омарова; Приозерний сільський округ розділений на Кубековську сільську адміністрацію та Приозерну сільську адміністрацію; ліквідовано Кубековську сільську адміністрацію та Приозерну сільську адміністрацію, території увійшли до складу Великочураковського сільського округу[7].

## Найбільші населені пункти
Населені пункти з чисельністю населення понад 1000 осіб:
| № | Населений пункт  | Населення, осіб (1989) | Населення, осіб (1999) | Населення, осіб (2009) | Населення, осіб (2021) |
| - | ---------------- | ---------------------- | ---------------------- | ---------------------- | ---------------------- |
| 1 | Щербаково        | 2755                   | 2615                   | 1766                   | 1784                   |
| 2 | Сілантьєвка      | 1942                   | 1698                   | 1550                   | 1655                   |
| 3 | Велика Чураковка | 3167                   | 2011                   | 1647                   | 1443                   |